# Blankenheim (Ahr)
Blankenheim is een gemeente in de Duitse deelstaat Noordrijn-Westfalen, gelegen in de Kreis Euskirchen. De gemeente telt 8.268 inwoners (31 december 2020) op een oppervlakte van 148,62 km².
Blankenheim ligt aan de westrand van het Ahrgebirge in de Eifel. De bron van de rivier de Ahr ligt in de middeleeuwse stadskern.

## Historie
Iets ten noorden van Blankenheim zijn de oudste sporen van bebouwing te zien; het zijn de resten van een voormalige Romeinse villa urbana, gebouwd tussen 100-350 N.Chr. Deze villa werd in 1894 herontdekt en opgegraven. De woning had een afmeting van 70 bij 25 meter en telde bijna 50 kamers.
Tegen het einde van de 7e eeuw werd het gebied overwegend christelijk. In het jaar 721 werd de naam Blancio voor het eerst genoemd door Bertrada de oudere.
De burcht van de stad is vermoedelijk gebouwd in 1115 en was tot de Franse Revolutie het stamslot van de grafelijke familie. De familie was behalve zeer machtig (zie ook Graafschap Blankenheim en Gerolstein), ook bekend om de uitgebreide bibliotheek en kunstverzameling.
In het stadje zijn twee oude stadspoorten bewaard gebleven uit 1404 en 1670. De kerk is gebouwd rond 1500.
De oude burcht is in 1927 verloren gegaan, maar weer in oude stijl herbouwd. De burcht doet dienst als jeugdherberg.

## Plaatsen in de gemeente Blankenheim
- Ahrdorf
- Ahrhütte
- Alendorf
- Blankenheim
- Blankenheimerdorf
- Dollendorf
- Freilingen
- Hüngersdorf
- Lindweiler
- Lommersdorf
- Mülheim
- Nonnenbach
- Reetz
- Ripsdorf
- Rohr
- Uedelhoven
- Waldorf

## Afbeeldingen

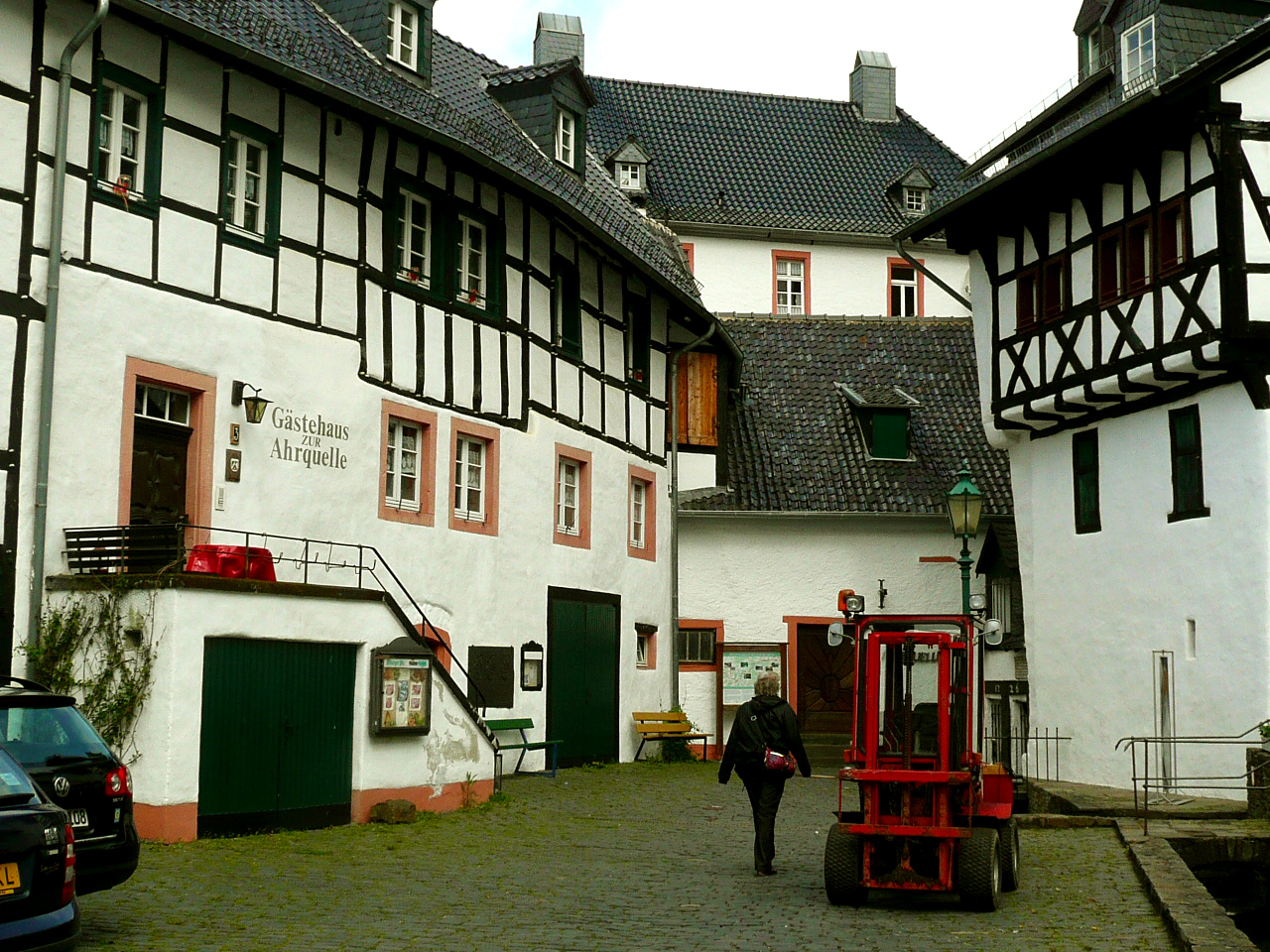
Bron van de Ahr
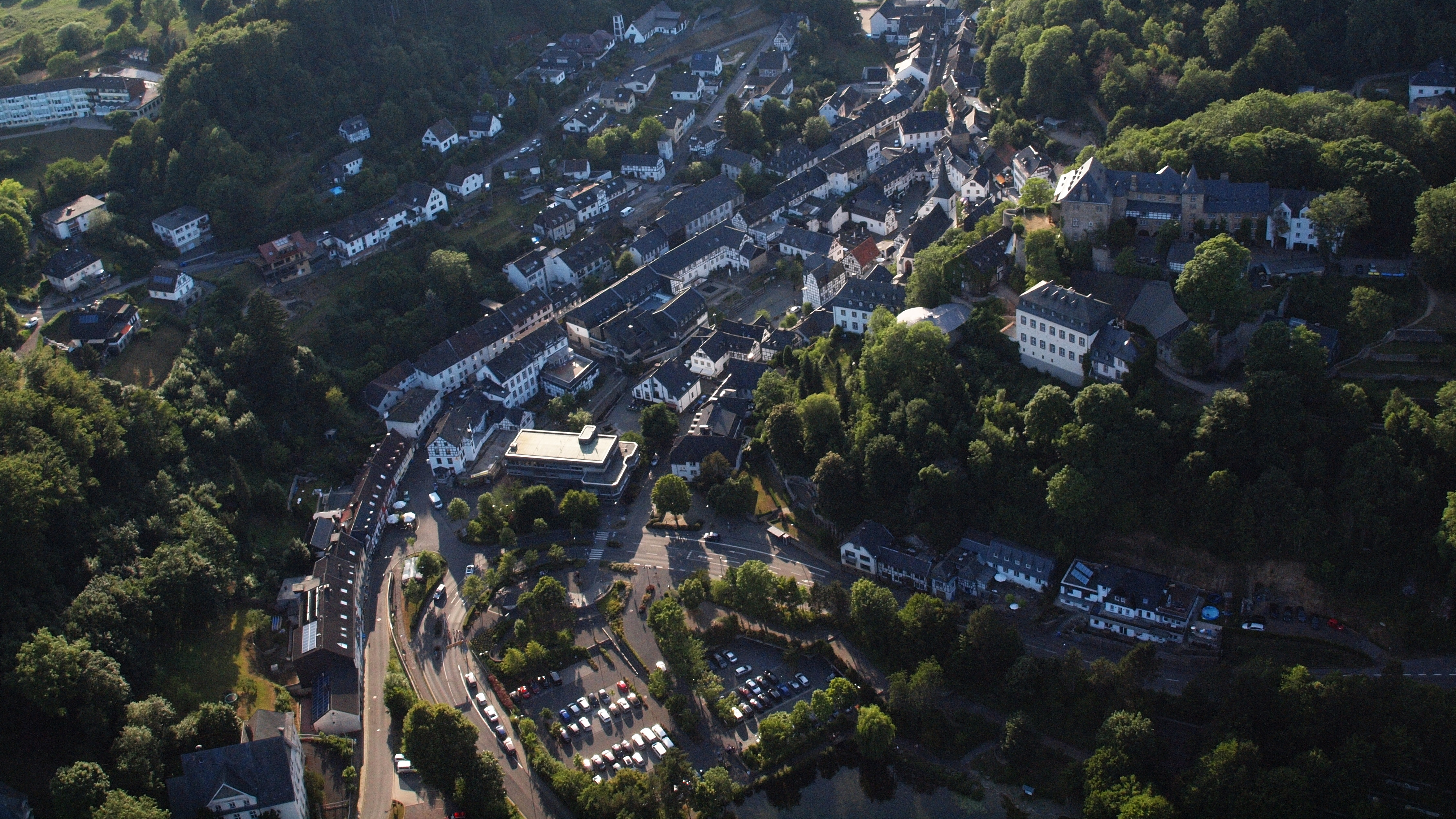
Gezicht op Blankenheim
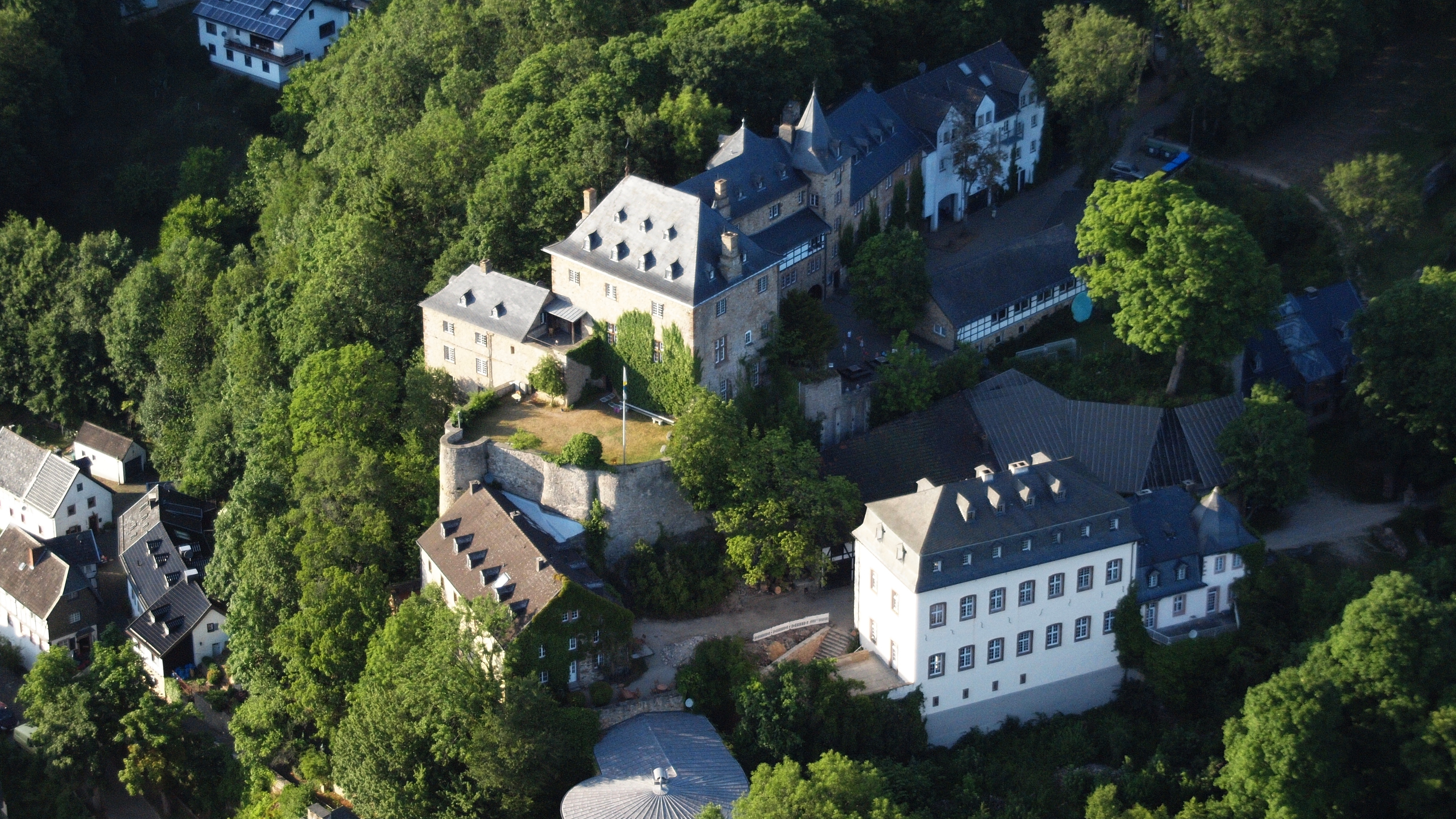
Burg Blankenheim
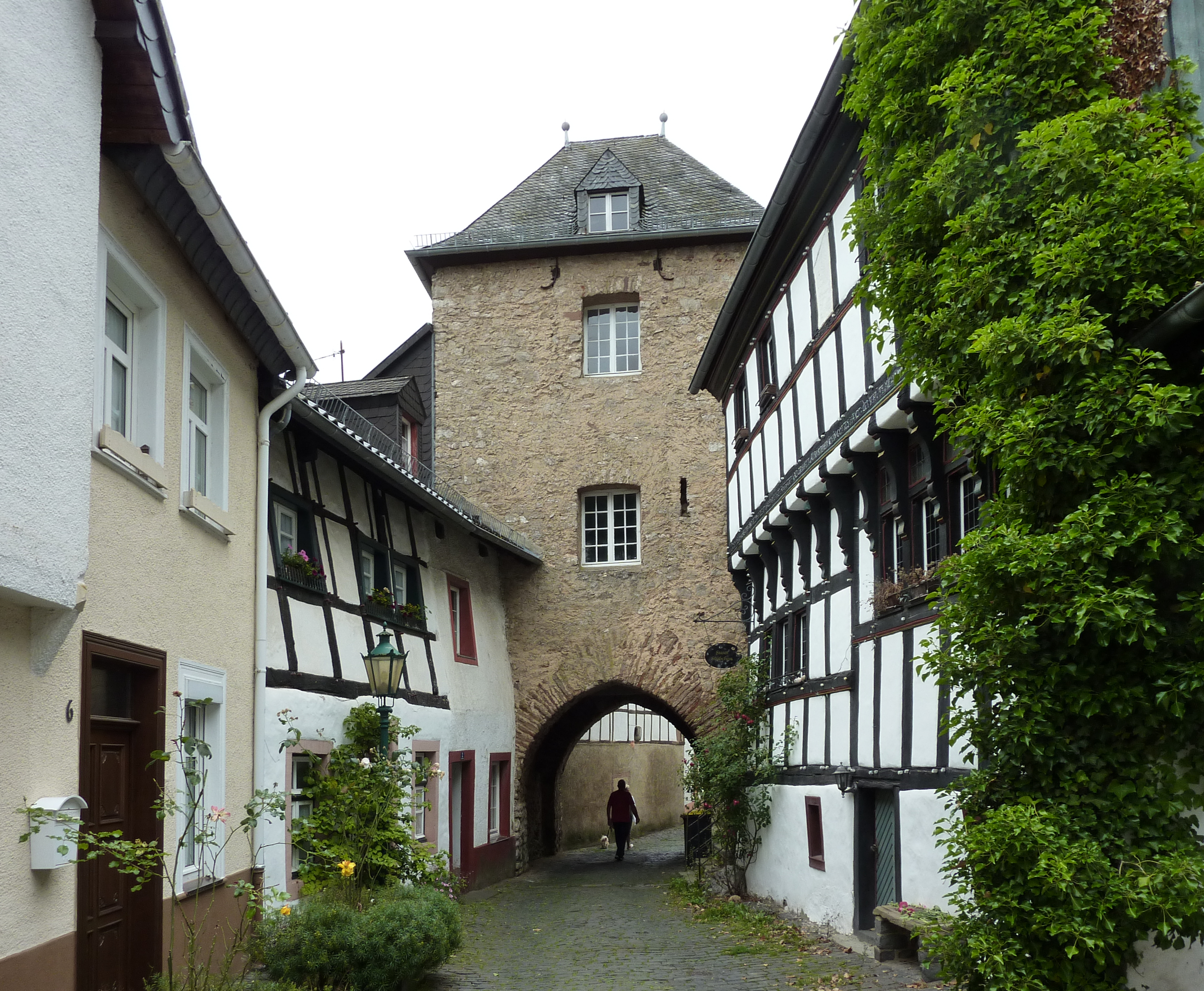
Hirtentor

Bad Münstereifel · Blankenheim · Dahlem · Euskirchen · Hellenthal · Kall · Mechernich · Nettersheim · Schleiden · Weilerswist · Zülpich